# Frédéric Charles Jean de Gingins de la Sarraz
Frédéric Charles Jean de Gingins de La Sarraz, né le 14 août 1790 à Éclépens et mort le 27 février 1863 à Lausanne, est un historien et botaniste suisse, de la famille de Gingins.

## Biographie

### Origines
Frédéric Charles Jean de Gingins est né le 14 août 1790, à Éclépens. Il est le fils du Charles Louis Gabriel Gingins, baron de La Sarraz, et de Marie Anne de Watteville de Mollens. Il a un frère, Henri-Victor-Louis. Il hérite du titre de baron de La Sarraz.
Il épouse Hydeline de Seigneux, fille du chevalier Jules de Seigneux.

### Carrière
Atteint de surdité à l'âge de 21 ans, il évita la carrière militaire à laquelle était traditionnellement promise la noblesse. Il se tourna alors vers l'histoire et la botanique, qu'il apprit auprès d'Augustin Pyrame de Candolle.
De 1817 à 1828, il travailla comme traducteur à la Chancellerie fédérale, à Berne. En 1844, il reçut un doctorat honoris causa de l'Université de Berne et en 1854, il devint professeur honoraire de l'Académie de Lausanne.
En 1823, il publia un traité sur la famille botanique Violaceae intitulé "Mémoire sur la famille des Violacées". Comme taxonomiste, il décrit de nombreuses espèces du genre Viola. En 1828 Augustin Pyrame de Candolle nomma le genre Ginginsia en son honneur.
Comme historien, il publia de nombreux travaux à partir de 1833, notamment sur l'histoire des premier et second royaumes de Bourgogne. En 1837, il fut membre fondateur de la Société d'histoire de la Suisse romande, et il est élu le 17 juillet 1840 à l'Académie des sciences, belles-lettres et arts de Savoie, avec pour titre académique Correspondant.
Frédéric de Gingins-La Sarraz meurt le 27 février 1863, à Lausanne.

## Principaux travaux historiques
- Essai historique sur la souveraineté du Lyonnais, etc., 1835.
- Essai sur lʹétablissement des Burgunden dans la Gaule et sur le partage des terres entréaux et les régnicoles, 1838.
- Lettres sur la guerre des Suisses contre le duc Charles-le-Hardi, 1839.
- Développement de lʹindependance du Haut-Vallais et conquête du Bas-Vallais, 1844.
- Documents pour servir à l'histoire des comtes de Biandrate, 1847.
- Épisodes des guerres de Bourgogne : ao. 1474 à 1476, (1849).
- Les Hugonides, 1853.
- Histoire de la ville dʹOrbe et de son château dans le Moyen Âge, 1855.
- Histoire de la cité et du canton des Équestres, suivie de divers autres opuscules, 1865[2].

## Sources
- Frans A. Stafleu : The great Prodromus, p. 86, in Frans A. Stafleu (1967) : Adanson, Labillardière, de Candolle. Introductions to four of their books reprinted in the series Historiae naturalis classica. Lehre, J. Cramer. 103p.
- Gilbert Coutaz, « Gingins, Frédéric de (La Sarraz) » dans le Dictionnaire historique de la Suisse en ligne, version du 11 juillet 2007.